# دافيد تريزيغيه
ديفيد سيرجيو تريزيغيه (بالفرنسية: David Trezeguet)‏ من مواليد 15 أكتوبر 1977، لاعب كرة قدم فرنسي من أصل أرجنتيني، وهو ابن اللاعب الأرجنتيني جورج تريزيغيه. بدأ تريزيغيه مسيرته الكروية مع نادي بلاتينيسي الأرجنتيني في عام 1994، وقد لعب له خمس مباريات ولم يسجل أي هدف، وفي عام 1995 انتقل تريزيغيه إلى فرنسا وبالتحديد إلى نادي موناكو، واستطاع أن يفرض نفسه النادي، حيث لعب لهم 93 مباراة وسجل 52 هدف، مما أدى إلى انتقاله إلى نادي يوفنتوس الإيطالي في عام 2001، حيث فاز معهم بلقب الدوري الإيطالي مرتين، ولكن بسبب مشكلة الفضائح التي حدثت في إيطاليا في عام 2006 تم إسقاط نادي يوفنتوس إلى الدرجة الثانية، وقد عرضت العديد من الأندية على تريزيغيه الانتقال ومنها ريال مدريد وإنتر ميلان ومانشستر يونايتد، ولكن نادي يوفنتوس رفض بيع تريزيغيه.
و قد لعب تريزيغيه مع منتخب فرنسا لكرة القدم، وكان أحد اللاعبين المشاركين في كأس العالم 1998، وفي بطولة كأس أمم أوروبا 2000 كان هو اللاعب الذي سجل الهدف الذهبي في مرمى منتخب إيطاليا لكرة القدم في المباراة النهائية، وقد شارك في كأس العالم 2002 وكأس أمم أوروبا 2004 وكأس العالم 2006.

## روابط خارجية
- دافيد تريزيغيه على موقع الاتحاد الدولي (مؤرشف)  (الإنجليزية)
- دافيد تريزيغيه على موقع الاتحاد الأوربي (الإنجليزية)
- دافيد تريزيغيه على موقع قاعدة بيانات كرة القدم.إي يو (الإنجليزية)
- دافيد تريزيغيه على موقع ليكيب (الفرنسية)
- دافيد تريزيغيه على موقع ناشيونال فوتبول تيمز (الإنجليزية)
- دافيد تريزيغيه على موقع Soccerway.com (الإنجليزية)
- دافيد تريزيغيه على موقع عالم كرة القدم.نت (الإنجليزية)
- دافيد تريزيغيه على موقع كووورة